# CANNABIS
CANNABIS（カナビス）は、日本のバンド。所属レコード会社はワーナーミュージック・ジャパン傘下のレーベルの一つ、イーストウエスト・ジャパン。

## 概要
グランジやヘヴィ・ロックにブラックミュージックやポップス的要素を加えた、グルーヴィでキャッチーな新世代型ミクスチャー・ロック・バンド。
メンバーはカーチン（vo）、大澤拓也（g）、及川雅啓（b）、仲村康男（ds）、蔦谷恒一（key）の5名。音楽プロデューサーは亀田誠治。
シングル3枚・アルバム2枚をリリース。
メンバーの蔦谷が後に作曲するYUKIの『JOY』は、CANNABIS時代から原型のある曲でもある。

## メンバー
| 人名                           | 生年月日 | 出身   | パート                    | 備考                                                                                              |
| ------------------------------ | -------- | ------ | ------------------------- | ------------------------------------------------------------------------------------------------- |
| カーチン （かーちん）          | 1976年 - | 北海道 | ボーカル                  | くるりやYEN TOWN BANDでコーラスを担当。平岡恵子（桃乃未琴）と結成したトリマトリシカなどでも活動。 |
| 大澤拓也 （おおさわ たくや）   | 1975年 - | 北海道 | ギター                    |                                                                                                   |
| 及川雅啓 （おいかわ まさひろ） | 1977年 - | 北海道 | ベース                    |                                                                                                   |
| 仲村康男 （なかむら やすお）   | 1973年 - | 福島県 | ドラムス                  |                                                                                                   |
| 蔦谷恒一 （つたや こういち）   | 1976年 - | 北海道 | キーボード プログラミング | NATSUMENなどで活動。YUKIへの楽曲提供などでも知られる。                                            |

## 来歴
1998年
- 2月、 札幌にて北海学園大学のサークル仲間でバンドを結成する。札幌・自遊空間ホールでの初ライブをきっかけに本格的な活動を開始。その後、定期的にライブ活動を続ける[1][2][5]。
- 8月、インディーズレーベル「メジェール」よりミニアルバム『Six steps to the future』をリリース。 札幌地区を中心に評判を呼び、各媒体で高い評価を得る[5]。

1999年
- 6月、東京で初ライブ。
- 10月28日、『Six steps to the future』に新曲を1曲追加したミニアルバム『COUNT DOWN』をWARNER INDIES NETWORKより全国発売[1][2]。FM NORTH WAVEでレギュラー「COUNT DOWN」開始。同局でインディーズでレギュラーを持つのは初の快挙[5]。

2000年
- 5月10日、ワーナーミュージックジャパンのイーストウエストジャパン・レーベルより、亀田誠治プロデュースのマキシシングル「How To Love Me」でメジャー・デビュー[1][2][3][5]。
- 8月23日、セカンドシングル「妄想R」リリース。

2001年
- 1月よりカーチンがMTV japan VJとしてメディア露出開始。
- 4月25日、3rdマキシシングル「経験」リリース。

2003年
- 3月6日に解散[1][2]。